# 陆新元
陆新元（1950年7月3日—2021年1月13日），男，浙江桐乡人，中国政治人物。曾任环境保护部环境监察局局长、中国环境科学学会副理事长。

## 生平
1968年12月参加工作，1972年3月加入中国共产党。1976年毕业于清华大学化工系，1980年进入国家环境保护总局工作。历任办公室副主任，排污收费处处长，监督司收费处处长，监督管理司副司长、司长，污染控制司司长，环境应急与事故调查中心主任。2003年12月，任国家环保总局环境监察局局长。期间于2006年11月至2008年9月兼任国家环保总局环境应急与事故调查中心主任。2008年9月1日，任环境保护部环境监察局局长。2009年至2010年，任环境保护部核安全总工程师。2012年1月，当选中国环境科学学会副理事长。2021年1月13日1时50分在北京逝世。